# Mr.
Mr.는 한국어로 군(君) 이나 씨 정도로 번역할 수 있다. 일반적으로 남성에 대한 경칭으로 사용된다.
현대적 복수형은 Misters이지만 줄여서 쓰는 표현인 Messrs(.)는 18세기 프랑스어의 호칭 messieurs의 사용에서 비롯된다.